# Виборзька сторона (фільм)
«Виборзька сторона» (рос. «Выборгская сторона») — російський радянський художній фільм, поставлений на Ленінградської ордена Леніна кіностудії «Ленфільм» в 1938 році режисерами Григорієм Козинцевим та Леонідом Траубергом.
За повідомленням  української кінопреси у 1938 році, для фільму було створено українововному версію, тобто до фільму було створено україномовний дубляж. Станом  на 2020 рік україномовний дубляж фільму не знайдено.

## Зміст
Максим – переконаний більшовик. Він отримав суворе загартування під час революційних боїв. Тепер же його призначають комісаром Держбанку. Важко буде впоратися зі своїми обов'язками. Адже на дворі 1918 рік – розруха, бунти й опір антирадянщиків. Максиму належить перекрити канали нелегального збуту за кордон багатств його батьківщини.

## Ролі
- Борис Чирков — З. А. Р. — Максим - Максим Іванович Лісіцин - більшовик
- Валентина Кібардіна — Наташа - Наталія Артем'єва - комісар петроградського Виборзької Ради
- Наталія Ужвій — З. А. Р. — солдатка Євдокія Іванівна Козлова
- Михайло Жаров — З. А. Р. — анархіст і погромник Платон Васильович Димба
- Олександр Чистяков — робітник-ливарник, червоногвардієць Міщенко
- Юрій Толубієв — солдат-більшовик Єгор Бугай
- Дмитро Дудников — Ропшин (Борис Вікторович Савінков) — член ЦК партії есеров, керівник змови
- Анатолій Кузнецьов — Андрій Юхимович Тураєв (Бадаєв Олексій Єгорович) — комісар петроградської продовольчої управи
- Іван Назаров — робочий Лапшин
- Борис Жуковський — адвокат погромників
- Максим Штраух — З. А. Р. — В. І. Ленін
- Леонід Любашевський — Я. М. Свердлов

У титрах не вказані:
- Михайло Геловані — в ролі І. В. Сталіна — член Військового революційного комітету (був присутній в первинному варіанті фільму)
- Борис Блинов — Матрос Железняк
- Сергій Герасимов — есер
- Олексій Бонді — меншовик, член Установчих Зборів
- Володимир Волчик — секретар суду
- Еміль Галь — Гоз
- Сергій Карнович-Валуа — анархіст
- Микола Крючков — погромник винних льохів
- Сергій Філіппов — погромник винних льохів
- Костянтин Михайлов — офіцер
- Лев Фенін — епізод

## Знімальна група
- Сценарій і постановка - Григорія Козинцева, Леоніда Трауберга
- Композитор - Дмитро Шостакович
- Директор картини - Михайло Шостак
- Оператори - Андрій Москвін, Георгій Філатов
- Художник - Василь Власов
- Звукооператор - Ілля Вовк
- 2-й звукооператор - Борис Хуторянський
- Асистенти режисера - А. Гурвич, Надія Кошеверова, Ілля Фрез
- Монтажер - Володимир Сухобоков
- Другі художники - М. Фатієва, П. Горохів
- Помічники режисера - Л. Карасьова, В. Іванов
- Асистенти оператора - Михайло Аранишев, А. Зазулін
- Грим - Антон Анджан, В. Соколов

## Нагороди
Основні творці трилогії про Максима удостоєні Сталінської премії першого ступеня. Лауреати премії: Г. Козинцев, Л. Трауберг, Б. Чирков (1941).

## Видання на відео
Фільм з україномовним дублжем не виходив на домашньому відео.